# فرودگاه کستلون-کوستا ازاهار
فرودگاه کستلون-کوستا ازاهار (به انگلیسی: Castellón-Costa Azahar Airport) (به زبان بومی: Aeropuerto de Castellón-Costa Azahar) یک فرودگاه خصوصی است . این فرودگاه در شهر کاستلین کشور اسپانیا قرار دارد و در ارتفاع ۳۵۰ متری از سطح دریا واقع شده‌است.

## شرکت‌های هواپیمایی و مقصدهای پروازی
| شرکت‌های هواپیمایی | مقصدهای پروازی                                                            |
| ----------------- | ------------------------------------------------------------------------- |
| بلو ایر           | هنری کواندا                                                               |
| رایان‌ایر          | استانستد لندن، پوزنان-لاویکا (آغاز از ۱ نوامبر ۲۰۱۷), صوفیه فصلی: بریستول |